# Image réciproque (géométrie différentielle)
En mathématiques, la construction d'une image réciproque pour certains objets est une des opérations de base de la géométrie différentielle. Elle permet d'obtenir un nouvel objet, résultant du « transport » de l'objet initial par une certaine application. On considère ainsi les images réciproques des formes différentielles, des fibrés et de leurs sections et de façon générale tous les objets qui peuvent être composés à droite par l'application de transport. On utilise également le terme anglais pullback ou sa traduction littérale : le tiré en arrière d'un certain objet. La notation consacrée est {\displaystyle f^{\ast }T} pour l'image réciproque de T par f.
Il existe une opération duale, l'image directe (ou pushforward), consistant à réaliser une composition à gauche. Le résultat se note alors {\displaystyle f_{\ast }T}. Dans le cas où l'application de transport est un difféomorphisme, ces deux opérations sont simultanément définies sur les mêmes objets. Un des emplois possibles de ces deux transformations est l'écriture de changements de systèmes de coordonnées locales. On peut notamment s'en servir pour formuler des propriétés d'invariance de certaines quantités.

## Image réciproque des tenseurs covariants ou formes différentielles

### Image réciproque d'une application multilinéaire par une application linéaire
Avant de passer au cadre des variétés différentielles, l'image réciproque peut être introduite comme une opération d'algèbre multilinéaire.
Si u est une application linéaire d'un espace vectoriel E dans F et si ω est une forme k-linéaire sur F, on définit la forme linéaire image réciproque {\displaystyle u^{\ast }\omega }, k-linéaire sur E, par la relation 
{\displaystyle (u^{\ast }\omega )(v_{1},\dots ,v_{k})=\omega (u(v_{1}),\dots ,u(v_{k}))\qquad {\hbox{(pour tous vecteurs }}v_{1},\dots ,v_{k}{\hbox{ de E)}}}
On note que pour « ramener ω en arrière », c'est-à-dire sur E, il a fallu au contraire transporter les vecteurs « vers l'avant » ; cela illustre la dualité entre les comportements covariant et contravariant.
L'opération image réciproque est de nature fonctorielle ; elle est en effet compatible avec la composition : {\displaystyle (f\circ g)^{\ast }\omega =g^{\ast }(f^{\ast }\omega ).}
Dans le cas où k=1 (forme linéaire) on retrouve la définition de l'application transposée.

### Images réciproques pour les champs de tenseurs covariants
Soit une application {\displaystyle f\in {\cal {C}}^{\infty }(U,V)} entre deux ouverts d'espaces euclidiens.
On peut introduire l'image réciproque par f d'un champ tensoriel A de type (0,k), c'est-à-dire k fois covariant sur V.
Cela fait intervenir l'application linéaire tangente à f : en tout point x de V,
{\displaystyle (f^{\ast }A)_{x}=(T_{x}f)^{\ast }A_{f(x)}}
soit
{\displaystyle (f^{\ast }A)_{x}(v_{1},\dots ,v_{k})=A_{f(x)}{\bigl (}(T_{x}f)(v_{1}),\dots ,(T_{x}f)(v_{k}){\bigr )}.}
Et encore, en composantes et avec la convention de sommation d'Einstein
{\displaystyle (f^{\ast }A)_{j_{1},\dots ,j_{k}}={\frac {\partial x^{i_{1}}}{\partial x^{j_{1}}}}\times \dots \times {\frac {\partial x^{i_{k}}}{\partial x^{j_{k}}}}\times A_{i_{1},\dots ,i_{k}}}
Cette écriture illustre la compatibilité avec les applications de changements de carte. La notion d'image réciproque peut donc s'étendre aux champs tensoriels de type (0,k) définis sur une variété différentielle.

### Images réciproques pour les formes différentielles
On se place directement dans le cadre des variétés différentielles en supposant l'application f une application lisse d'une variété M dans une autre  N. Mais il peut bien entendu s'agir d'ouverts de l'espace euclidien.
L'opération image réciproque commute avec celle d'antisymétrisation des tenseurs. Il est donc possible d'introduire l'image réciproque d'une forme différentielle, avec la même expression
{\displaystyle (f^{\ast }\omega )_{x}(v_{1},\dots ,v_{k})=\omega _{f(x)}{\bigl (}(T_{x}f)(v_{1}),\dots ,(T_{x}f)(v_{k}){\bigr )}.}.
Le produit extérieur est fonctoriel : {\displaystyle f^{\ast }(\omega \wedge \nu )=(f^{\ast }\omega )\wedge (f^{\ast }\nu )}.
Lorsque la forme différentielle est de degré 0, c'est-à-dire elle-même une fonction, l'image réciproque n'est autre que la composée {\displaystyle f^{\ast }\omega =\omega \circ f}.
La dérivée extérieure commute avec l'image réciproque : {\displaystyle f^{\ast }(\mathrm {d} \omega )=\mathrm {d} (f^{\ast }\omega )}.

## Fibré image réciproque (ou induit)
Appliquer une image réciproque à un champ de formes différentielles ou de tenseurs covariants peut déjà s'interpréter comme le transport d'une section d'un fibré vectoriel en une nouvelle section d'un autre fibré, les deux fibrés étant déjà connus. Plus généralement, on peut définir une forme de transport qui permet de créer un nouveau fibré. Il s'agit de « changer l'espace de base en transportant la fibre ». En géométrie différentielle, le premier domaine d'application est celui des fibrés vectoriels, mais l'utilisation de ce procédé est plus large que cela.

### Fibrés vectoriels
Soit {\displaystyle p:E\to B} un fibré vectoriel de base B et une application {\displaystyle f:A\to B}. Alors, on peut définir un fibré image réciproque {\displaystyle p':f^{\ast }E\to A} qui rende le diagramme suivant commutatif
{\displaystyle {\begin{matrix}f^{\ast }E&\displaystyle \xrightarrow {f'} &E\\p'\downarrow &&p\downarrow \\A&\displaystyle \xrightarrow {f} &B\end{matrix}}}
avec f' qui réalise, fibre à fibre, un isomorphisme d'espaces vectoriels. Une construction explicite consiste à poser {\displaystyle f^{\ast }E=\{(a,v)\in A\times E,f(a)=p(v)\}}, ce qui constitue la définition « étroite » du fibré image réciproque. Mais tous les fibrés qui vérifient ces conditions étant isomorphes, on peut aussi donner une définition « large », à isomorphisme près, qui se révèlera la plus féconde car elle s'exprime dans le langage des catégories,.
En termes imagés, on « ramène la fibre » en {\displaystyle b\in B} sur les points correspondants du nouvel espace de base A. Un exemple très simple est celui où {\displaystyle A\subset B} et où l'on utilise l'injection canonique pour restreindre le fibré à la base A.
En raisonnant toujours à isomorphisme près, l'image réciproque vérifie des propriétés de compatibilité avec les opérations classiques  :
{\displaystyle (fg)^{\ast }(E)\approx g^{\ast }(f^{\ast }E)\qquad f^{\ast }(E_{1}\oplus E_{2})\approx f^{\ast }(E_{1})\oplus f^{\ast }(E_{2})\qquad f^{\ast }(E_{1}\otimes E_{2})\approx f^{\ast }(E_{1})\otimes f^{\ast }(E_{2})}

### Application à la classification
Un résultat essentiel pour classifier les fibrés, parfois qualifié de « théorème fondamental des fibrés », est que pour une base A compacte ou paracompacte deux applications homotopes induisent des fibrés isomorphes. Cela prouve notamment que les fibrés vectoriels sur un espace à base contractile sont tous triviaux.
On peut tirer de ce théorème une véritable correspondance entre classes d'homotopie et classes d'isomorphismes de fibrés. En effet, pour chaque entier k, il existe un fibré, dit universel, d'où l'on peut tirer tout fibré vectoriel (de base paracompacte) de fibres de dimension k comme fibré image réciproque. On considère pour cela la variété de Stiefel sur la grassmannienne des k plans dans l'espace de dimension infinie : {\displaystyle V_{k}(\mathbb {R} ^{\infty })\displaystyle \xrightarrow {p} G_{k}(\mathbb {R} ^{\infty })}. On peut alors prouver que la relation qui à une classe d'homotopie {\displaystyle [f]\in [X,G_{k}(\mathbb {R} ^{\infty })]} associe la classe d'isomorphisme du fibré image réciproque {\displaystyle f^{\ast }V_{k}(\mathbb {R} ^{\infty })} est bien une bijection. Pour cette raison, la grassmannienne est qualifiée d'espace classifiant pour les fibrés vectoriels.
On peut exploiter ce résultat notamment en utilisant le fibré universel comme espace de travail pour établir des résultats qu'on transporte ensuite sur un fibré vectoriel quelconque.

### Autres types de fibrés
La construction du fibré image réciproque d'un fibré vectoriel peut être étendue dans un contexte plus large : il s'agit de l'opération de produit fibré en théorie des catégories ; le théorème fondamental des fibrés s'étend ainsi à tout type d'espace fibré. En géométrie différentielle, l'usage le plus courant, outre le cas des fibrés vectoriels, est celui des fibrés principaux. Il existe également une notion d'espace classifiant pour le groupe G.

## Exemples d'applications
Le calcul d'image réciproque par difféomorphisme peut être utilisé pour formuler des propriétés de conservation ou de transport de certaines structures additionnelles définies sur une variété. Ainsi une isométrie entre deux variétés riemanniennes (M,g) et (N,h) est un difféomorphisme {\displaystyle \phi :M\to N} qui vérifie la propriété de conservation de la métrique {\displaystyle g=\phi ^{\ast }h}. Et a contrario, si ces deux tenseurs sont distincts, il est intéressant de les comparer : c'est là la notion la plus générale de première forme fondamentale d'une variété relativement à une autre.
Si le point de départ est un difféomorphisme (même local) {\displaystyle \phi :M\to N} entre deux variétés différentielles et si N est munie d'une structure riemannienne, l'image réciproque du tenseur métrique {\displaystyle \phi ^{\ast }h} confère à M une structure de variété riemannienne, et l'application devient une isométrie (locale). C'est un point important pour décrire la structure des variétés à courbure négative dans le théorème de Cartan-Hadamard.
Même quand on n'a pas affaire à un difféomorphisme, l'image réciproque peut servir à définir un objet induit sur une sous-variété, par exemple dans le cas du théorème de Stokes la notion de forme différentielle induite sur le bord d'une variété. Elle peut servir à « remonter » un objet défini sur la base d'un fibré.